# Escape (álbum de Enrique Iglesias)
Escape é o quinto álbum de estúdio, e o segundo com canções em inglês, do cantor espanhol Enrique Iglesias, lançado em 30 de outubro de 2001 pela Interscope Records. 
O álbum foi projetado para ter um apelo mais amplo às massas de todo o mundo, e a imagem de Iglesias foi cuidadosamente criada para esta era, optando por um visual mais sexy e mais sensual. Escape provou ser ainda mais bem-sucedido do que seu antecessor, Enrique (1999), tendo vendido 3,5 milhões de cópias nos Estados Unidos e 10 milhões de cópias em todo o mundo. O álbum estabeleceu Iglesias como o artista masculino latino mais vendido no mundo, destronando Ricky Martin, e rendeu ao cantor uma indicação ao prêmio de  de Melhor Artista Pop no Brit Awards de 2003.

## Desempenho comercial
Escape estreou em 2º lugar na parada norte-americana Billboard 200, sua estreia mais alta na parada, vendendo 267.000 cópias em sua primeira semana, ficando atrás somente de Invincible (2001), de Michael Jackson.
Com a canção "Hero" já na posição de número um na parada britânica UK Singles Chart, o álbum também liderou a parada de álbuns local, UK Albums Chart, tornando Iglesias o único artista latino a ter simultaneamente um álbum número um e um single número um nas paradas do Reino Unido, bem como o primeiro artista a conseguir tal feito em cinco anos. Escape foi o segundo álbum mais vendido de 2002 no Reino Unido, superado apenas por Escapology (2002), de Robbie Williams. Foi também o álbum mais vendido de 2002 na Austrália.
O álbum também teve um bom desempenho em todo o mundo, recebendo certificado de platina triplo nos Estados Unidos, platina quádruplo no Reino Unido, platina quíntuplo no Canadá e na Austrália, e platina na Alemanha.
A canção "Hero" foi incluída na trilha sonora internacional da telenovela brasileira As Filhas da Mãe (2001-2002), exibida pela Rede Globo.

## Lista de faixas
| Escape – Edição norte-americana |                                                                         |                                                            |                                        |         |  |
| N.º                             | Título                                                                  | Compositor(es)                                             | Produtor(es)                           | Duração |  |
| 1.                              | "Escape"                                                                | Enrique Iglesias Steve Morales Kara DioGuardi David Siegel | Morales Iglesias [a] DioGuardi [b]     | 3:28    |  |
| 2.                              | "Don't Turn Off the Lights"                                             | Iglesias Morales DioGuardi Siegel                          | Morales Iglesias [a] DioGuardi [b]     | 3:46    |  |
| 3.                              | "Love to See You Cry"                                                   | Iglesias Paul Barry Steve Torch Mark Taylor                | Taylor                                 | 4:05    |  |
| 4.                              | "Hero"                                                                  | Iglesias Barry Taylor                                      | Taylor                                 | 4:24    |  |
| 5.                              | "I Will Survive"                                                        | Iglesias Morales DioGuardi Siegel Aaron Fishbein           | Morales Iglesias [a] DioGuardi [b]     | 3:42    |  |
| 6.                              | "Love 4 Fun"                                                            | Iglesias Morales DioGuardi Siegel Fishbein                 | Morales Iglesias [a] DioGuardi [b]     | 3:14    |  |
| 7.                              | "Maybe"                                                                 | Iglesias Morales DioGuardi Siegel                          | Morales Iglesias [a] DioGuardi [b]     | 3:13    |  |
| 8.                              | "One Night Stand"                                                       | Iglesias Barry Taylor                                      | Taylor                                 | 4:10    |  |
| 9.                              | "She Be the One"                                                        | Iglesias Barry Taylor                                      | Taylor                                 | 3:35    |  |
| 10.                             | "If the World Crashes Down"                                             | Iglesias Léster Mendez                                     | Iglesias Mendez                        | 4:44    |  |
| 11.                             | "Escapar" (versão em espanhol de "Escape")                              | Iglesias Morales DioGuardi Siegel                          | Morales Iglesias [a] Carlos Paucar [b] | 3:27    |  |
| 12.                             | "No Apagues la Luz" (versão em espanhol de "Don't Turn Off the Lights") | Iglesias Morales DioGuardi Siegel                          | Morales Iglesias [a] Carlos Paucar [b] | 3:47    |  |
| 13.                             | "Héroe" (versão em espanhol de "Hero")                                  | Iglesias Barry Taylor                                      | Taylor                                 | 4:23    |  |
| Duração total:                  | Duração total:                                                          | Duração total:                                             | Duração total:                         | 49:58   |  |

| Escape – Edição internacional |                                  |                       |                |         |  |
| N.º                           | Título                           | Compositor(es)        | Produtor(es)   | Duração |  |
| 14.                           | "Hero" (Metro Mix) (faixa bônus) | Iglesias Barry Taylor | Taylor         | 4:16    |  |
| Duração total:                | Duração total:                   | Duração total:        | Duração total: | 54:14   |  |

| Escape – Faixas bônus da edição japonesa |                                 |                       |                |         |  |
| N.º                                      | Título                          | Compositor(es)        | Produtor(es)   | Duração |  |
| 14.                                      | "Hero" (Metro Mix)              | Iglesias Barry Taylor | Taylor         | 4:16    |  |
| 15.                                      | "Hero" (Thunderpuss Radio Edit) | Iglesias Barry Taylor | Taylor         | 3:18    |  |
| Duração total:                           | Duração total:                  | Duração total:        | Duração total: | 57:32   |  |

| Escape – Faixas bônus da 2ª edição européia |                                                                            |                             |                                               |         |  |
| N.º                                         | Título                                                                     | Compositor(es)              | Produtor(es)                                  | Duração |  |
| 14.                                         | "Hero" (Metro Mix)                                                         | Iglesias Barry Taylor       | Taylor                                        | 4:16    |  |
| 15.                                         | "Tes Larmes Sont Mes Baisers" (versão em francês de "Love to See You Cry") | Iglesias Barry Torch Taylor | Taylor Iglesias [b] Morales [b] DioGuardi [b] | 4:05    |  |
| Duração total:                              | Duração total:                                                             | Duração total:              | Duração total:                                | 58:19   |  |

| Escape – Faixas bônus do relançamento europeu de 2002 |                                                                 |                              |                                      |         |  |
| N.º                                                   | Título                                                          | Compositor(es)               | Produtor(es)                         | Duração |  |
| 14.                                                   | "Hero" (Metro Mix)                                              | Iglesias Barry Taylor        | Taylor                               | 4:16    |  |
| 15.                                                   | "Maybe" (Mark Taylor Mix)                                       | Iglesias Barry Torch Taylor  | Taylor                               | 3:09    |  |
| 16.                                                   | "To Love a Woman" (Lionel Richie com part. de Enrique Iglesias) | Iglesias Lionel Richie Barry | Taylor Ric Wake [a] Richie Jones [c] | 3:53    |  |
| Duração total:                                        | Duração total:                                                  | Duração total:               | Duração total:                       | 61:16   |  |

Notas
- ↑[a]  denota um co-produtor
- ↑[b]  denota um produtor vocal
- ↑[c]  denota um produtor adicional

## Paradas Musicais
| Paradas (2001-2002)                | Paradas (2001-2002) |
| Charts                             | Posição             |
| ---------------------------------- | ------------------- |
| Australian Albums (ARIA)           | 1                   |
| Austrian Albums (Ö3 Austria)       | 6                   |
| Mexican Charts (Top 100 Mexico)    | 1                   |
| Canadian Albums Charts (Billboard) | 1                   |
| Spanish Albums (PROMUSICAE)        | 3                   |
| UK Albums Char (OCC)t              | 1                   |
| EUA Billboard 200                  | 2                   |